# Ancistroxenus comans
Ancistroxenus comans är en mångfotingart som först beskrevs av Loomis 1934.  Ancistroxenus comans ingår i släktet Ancistroxenus och familjen Lophoproctidae. Inga underarter finns listade i Catalogue of Life.